# Acianthera ofella
Acianthera ofella é uma espécie de orquídea (Orchidaceae) que existe no Equador, antigamente subordinada ao gênero Pleurothallis.

## Publicação e sinônimos
- Acianthera ofella (Luer) Pridgeon & M.W.Chase, Lindleyana 16: 245 (2001

Sinônimos homotípicos:
- Pleurothallis ofella Luer, Selbyana 7: 120 (1982).